# Храм Воскресения Словущего в Барашах
Храм Воскресения Словущего в Барашах (Воскресенская церковь) — православный храм в центре Москвы.

## История

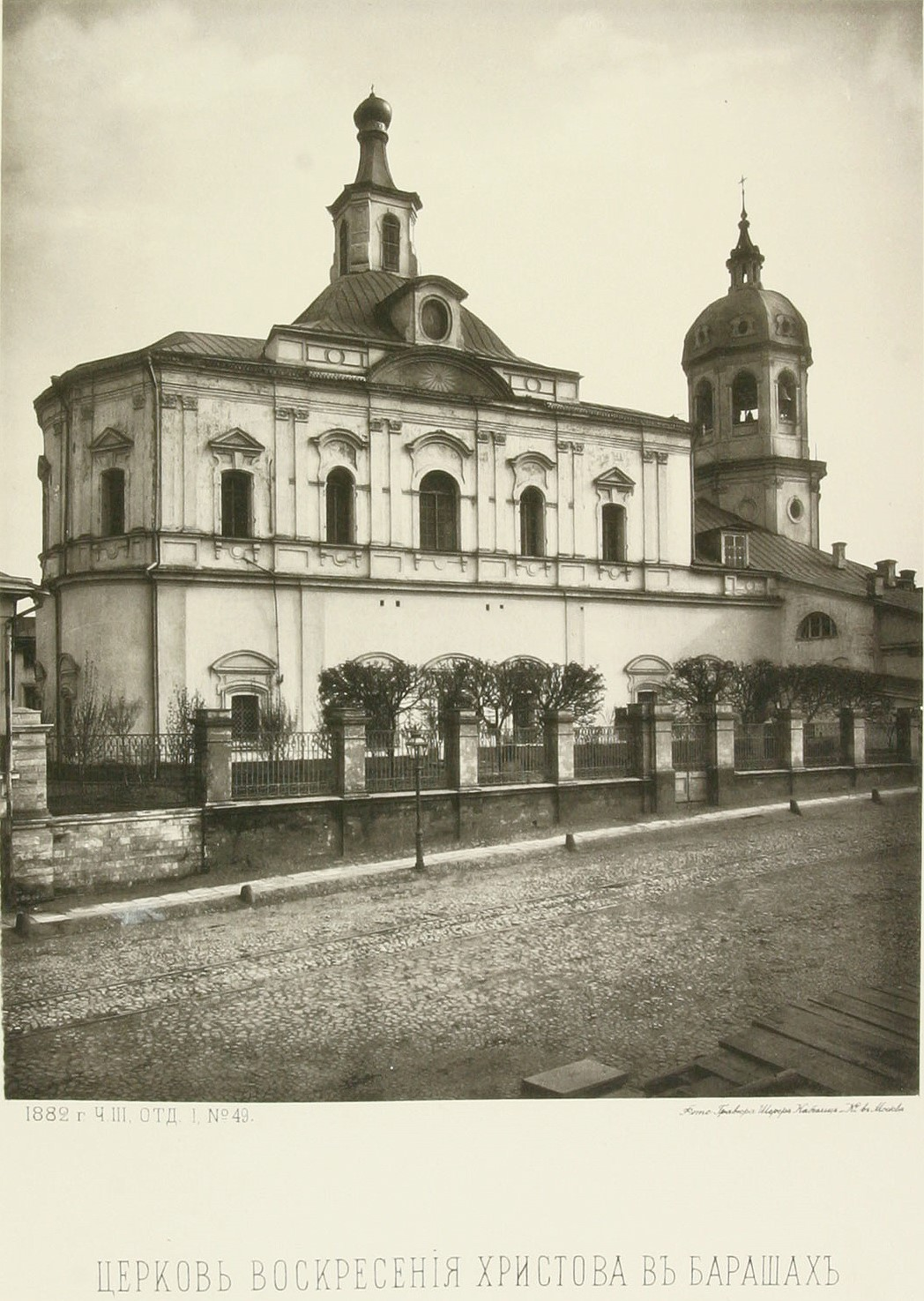
Фотография Николая Найдёнова. 1882 год

В Переписной книге деревянная церковь Воскресения в Барашах упоминается начиная с 1620 года. Также в летописи записано, что церковь на этом месте существовала ещё до Романовых, но называлась тогда «Успения, что под Сосенки». В 1652 году деревянная церковь сгорела.
Строительство каменной церкви было начато в 1733 и окончено в 1773 году. В 1745—1746 году была разобрана старая и построена новая колокольня. В 1773 году был закончен второй этаж, куда был перенесен Престол Воскресения.
В 1769 году внизу был устроен главный престол Покрова, в связи с разборкой башни покровских ворот: бывший там образ Покрова Божией Матери перенесли в нижний храм, где центральный Симеоновский престол стал Покровским, а в трапезе устроили новый придел — Симеона и Анны. В верхнем храме Севастиановский и Елизаветинский приделы переименовали в честь св. прп. Алексия человека Божия и свт. Николая.

### В XX веке

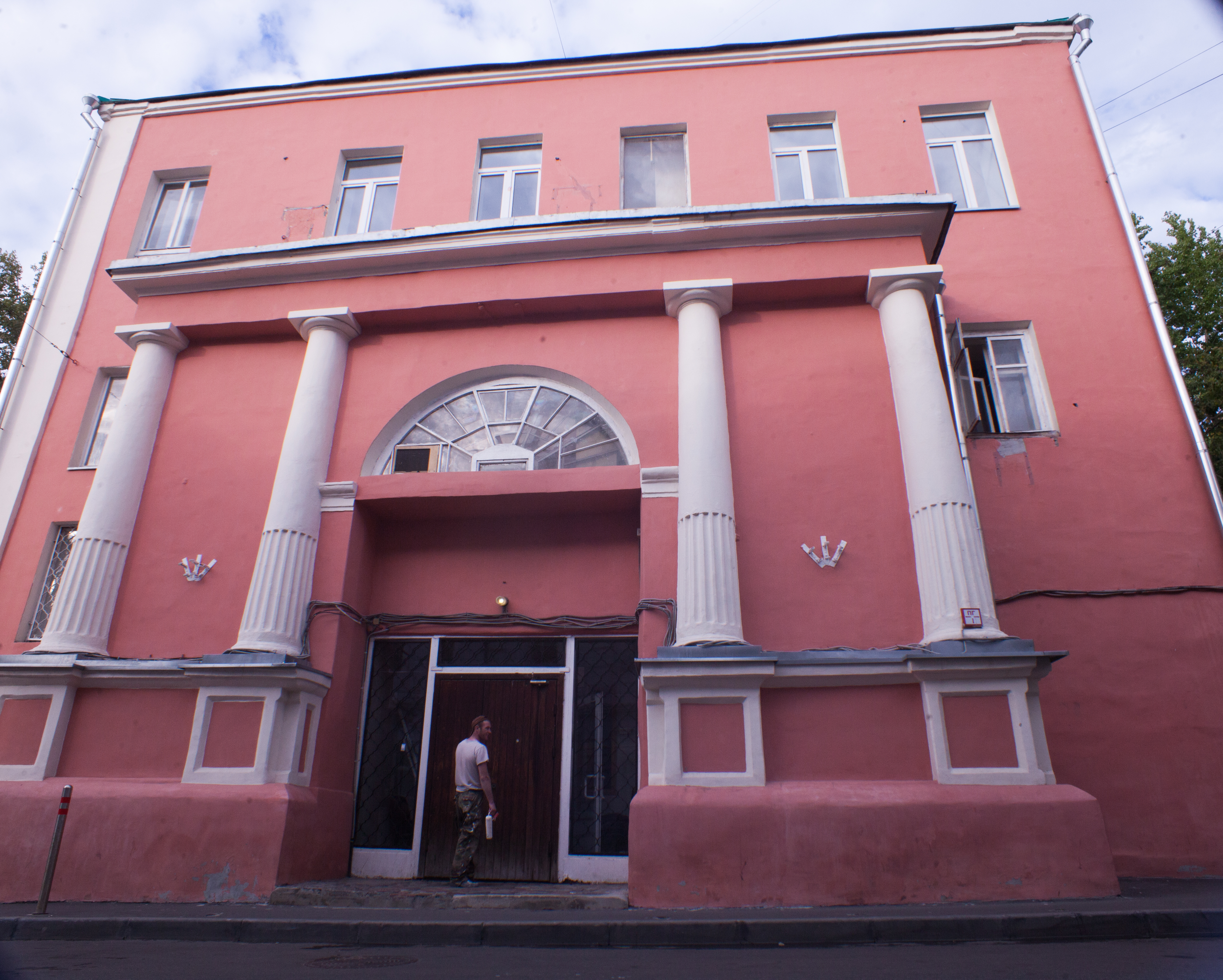
Современный вход в церковь.

В 1929 году храм был закрыт, началась разборка здания. В 1930 году была сломана колокольня, с купола храма сброшена большая золочёная корона из дерева, которая долгое время валялась возле церкви. С начала 1930-х до начала 1950-х годов здание занимала администрация московских лагерей ГУЛАГа –– Управление исправительно-трудовых лагерей и колоний Московской области. В последние годы своего существования это подразделение управляло лагерем Севводстрой на канале имени Москвы.
В 1960—1990-х годах в храме находилось управление пожарной охраны Москвы и пенсионный отдел ГУВД Мосгорисполкома. На месте колокольни сделана бесстильная пристройка высотой в два с половиной этажа. Сломана половина ограды, внутри храма всё переделано.
Несмотря на утрату колокольни, здание находится в очень хорошем состоянии, сохраняет исключительно важную градостроительную роль и представляет огромную историко-художественную ценность.
27 января 2016 года здание было передано Русской православной церкви, возобновившей богослужения. Полностью действие храма восстановлено в 2017 году. В августе 2023 года при храме открылась кофейня «Остров Пасхи».

## Прочие сведения
- Церковь выстроена «кораблём», планы подклета нижнего и верхнего храма совпадают, что является очень редким и интересным явлением в церковной архитектуре.
- По легенде, императрица Елизавета Петровна тайно обвенчалась в этой церкви с графом Алексеем Разумовским, и на куполе церкви находился её настоящий брачный венец[5].

## Духовенство
- Протоиерей Сергий Точеный[6].